# History (album Alphaville)
History – czwarty album kompilacyjny niemieckiego zespołu Alphaville, który został wydany w roku 1993. Album zawiera głównie „dema” niektórych piosenek zespołu.

## Lista utworów
1. „Headlines” – 3:47
2. „Fallen Angel” – 3:57
3. „Big Yellow Sun” – 6:38
4. „Voice of the Dolphins” – 0:12
5. „Dance With Me” – 4:02
6. „She Fades Away” – 4:33
7. „Ariana” – 3:27
8. „Universal Daddy” – 4:18
9. „Jet Set” – 4:16
10. „Big in Japan” – 4:20
11. „Islands” – 5:21
12. „Leben Ohne Ende” – 3:12
13. „Forever Young” – 2:38
14. „And I Wonder” – 5:25